# Bertoldo, Bertoldino e Cacasenno (film 1936)
Bertoldo, Bertoldino e Cacasenno è un film del 1936 diretto da Giorgio Simonelli.
Il soggetto è basato sull'omonimo romanzo di Giulio Cesare Croce.

## Trama
Nei pressi di una Verona medievale, carnevalesca e grezza i contadini Bertoldo, Bertoldino e il figlio Cacasenno cercano di impedire le nozze tra Lord Wilmore e la discendente del Principato, Fiorella, nel quale l'uomo potrebbe subentrare. I tre valorosi tuttavia non sono molto astuti e intelligenti tanto meno all'altezza dell'impresa. Infatti Bertoldo, il più grande, è rozzo, paragonabile a un orso, ma bravo nel cavarsi fuori da brutte situazioni; il secondo: Bertoldino, figlio del primo e della grassa Marcolfa, è ancora più sciocco e per ultimo Cacasenno è il più maldestro di tutti, tuttavia cresciuto con l'ingegno del nonno.
Dopo tante avventure e disavventure, Bertoldo, Cacasenno e Bertoldino riescono a mandare a monte le nozze facendo sposare la giovane con il cantore Brunello, di cui era da tanto innamorata.